# Helen Gardner
Helen Gardner (1878 – 1946) fue una historiadora del arte y educadora estadounidense. 

## Biografía
Gardner nació en Mánchester, Nuevo Hampshire y asistió a la escuela en el barrio Hyde Park de Chicago. En 1901 se graduó con una licenciatura en clásicos en la Universidad de Chicago. Después de un intervalo como maestra, regresó a la misma universidad para estudiar historia del arte y obtuvo una maestría en 1918. 

## Carrera
En 1920 comenzó a dar conferencias en la Escuela del Instituto de Arte de Chicago, donde pasaría el resto de su carrera, con la excepción de citas breves en UCLA y la Universidad de Chicago.
En 1919, se convirtió en directora del departamento de fotografía y diapositivas de linternas en la Biblioteca Ryerson del Instituto de Arte de Chicago. Al año siguiente comenzó a dictar un curso de historia del arte en la Escuela del Instituto de Arte. En 1922, renunció a su puesto en la biblioteca para dedicar más tiempo a la enseñanza. Al no poder encontrar un libro de texto completo que tuviera una cobertura lo suficientemente amplia en historia del arte, terminó publicando ella misma uno, que resultó en un popular libro de texto utilizado durante décadas, Art Through the Ages.
Art Through the Ages (1926), fue el primer libro de texto de un solo volumen que cubrió la historia del arte desde una perspectiva global. Revisado con frecuencia, sigue siendo un libro de texto estándar en las escuelas y universidades estadounidenses. En 1932 también publicó Comprensión de las artes, un texto de apreciación del arte dirigido a los educadores. Para ambos volúmenes, los dibujos analíticos fueron proporcionados por la artista Kathleen Blackshear. En 1936, publicó una segunda edición de Art Through the Ages, con contenido ampliado.

## Muerte
En 1946, a los 68 años, murió de cáncer. Permaneció en calidad de asesora en el Instituto de Arte a pesar de su enfermedad.